# The Lamb Lies Down on Broadway
Treść tego artykułu może nie być zgodna z zasadami neutralnego punktu widzenia.
Dokładniejsze informacje o tym, co należy poprawić, być może znajdują się w dyskusji tego artykułu.
 Po wyeliminowaniu niedoskonałości należy usunąć szablon {{Dopracować}} z tego artykułu.
The Lamb Lies Down on Broadway – album studyjny zespołu Genesis, utrzymany w stylistyce rocka symfonicznego i progresywnego, wydany w roku 1974. 

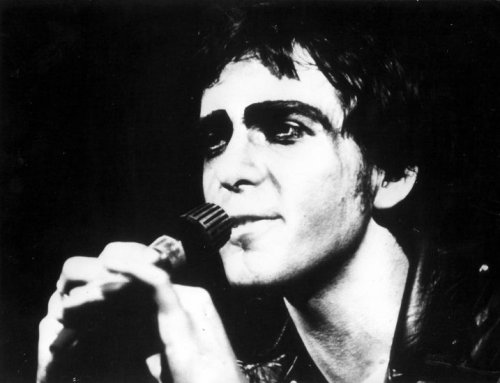
Peter Gabriel w kwietniu 1975.

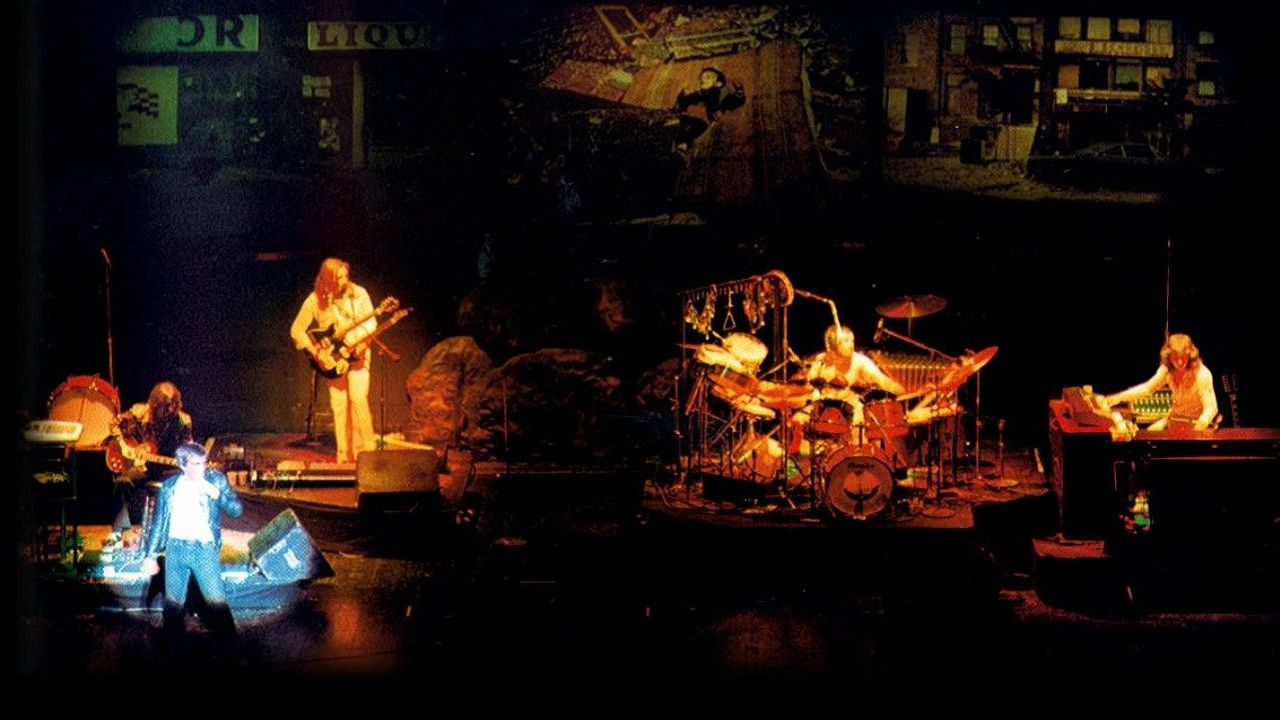
Genesis na scenie podczas trasy The Lamb Lies Down On Broadway

## Opis albumu
Nagranie było pierwszym podwójnym i w pełni koncepcyjnym albumem grupy. Autorem koncepcji i wszystkich tekstów był Peter Gabriel. Album jest epickim dziełem opowiadającym historię Portorykańczyka - Raela mieszkańca Nowego Jorku, który zostaje uwięziony w mitycznych podziemiach miasta. Przeżywa tam fantastyczną historię, balansującą pomiędzy humoreską a sennym koszmarem. Bohater zostaje uwięziony w rodzaju gry, której jest przedmiotem, a jednocześnie aktywnym uczestnikiem. Gry, z której nie ma wyjścia: 

And every single door, that I've walked through, Brings me back here again.
(z utworu The Chamber of 32 Doors)

Historia była pretekstem do przedstawienia filozoficznej wizji Gabriela, hermetycznej koncepcji zawierającej jego poglądy na wiele aspektów współczesnego życia. Na tym jednak kończył się udział Gabriela. Ze względu na przebiegającą z poważnymi komplikacjami ciążę ukochanej żony, nie mógł zaangażować się w pełni w tworzenie muzyki. Instrumentalnie album jest kolektywnym dziełem pozostałych członków grupy. Pracując bez wytchnienia całe miesiące doprowadzili oni muzykę na nim zawartą do efektu finalnego. Album został dopracowany w najdrobniejszych szczegółach, chociaż fakt, że podporządkowany był jednej, naczelnej idei, mógł uczynić go monotonnym.
Po nagraniu albumu grupa udała się w długą i wyczerpującą trasę koncertową dając 101 występów. Na scenie muzyka prezentowana była w całości, jako swego rodzaju jednoosobowa opera. Gabriel wcielał się po kolei w różne osoby dramatu. Skomplikowana scenografia, gra świateł, fantazyjne stroje, slajdy rzucane na ekran, wszystko to tworzyło specyficzną atmosferę. Po zakończeniu trasy koncertowej Gabriel, by móc spędzać więcej czasu z rodziną, postanowił odejść z zespołu i na pewien czas wycofać się z czynnego życia muzycznego.

## Utwory
| 1.  | The Lamb Lies Down on Broadway (Banks/Collins/Gabriel/Hackett/Rutherford)                                                  | 4:55    |
|     | |         |
| 2.  | Fly on a Windshield (Banks/Collins/Gabriel/Hackett/Rutherford)                                                             | 2:47    |
|     | |         |
| 3.  | Melody of 1974 (Banks/Collins/Gabriel/Hackett/Rutherford)                                                                  | 1:58    |
|     | |         |
| 4.  | Cuckoo Cocoon (Banks/Collins/Gabriel/Hackett/Rutherford)                                                                   | 2:14    |
|     | |         |
| 5.  | In the Cage (Banks/Collins/Gabriel/Hackett/Rutherford)                                                                     | 8:15    |
|     | |         |
| 6.  | The Grand Parade of Lifeless Packaging performed by Genesis/główny wokal Peter Gabriel, Brian Eno dodatkowe efekty wokalne | 2:45    |
|     | |         |
| 7.  | Back in N.Y.C. (Banks/Collins/Gabriel/Hackett/Rutherford)                                                                  | 5:49    |
|     | |         |
| 8.  | Hairless Heart (Banks/Collins/Gabriel/Hackett/Rutherford)                                                                  | 2:25    |
|     | |         |
| 9.  | Counting Out Time (Banks/Collins/Gabriel/Hackett/Rutherford)                                                               | 3:45    |
|     | |         |
| 10. | The Carpet Crawlers (Banks/Collins/Gabriel/Hackett/Rutherford)                                                             | 5:16    |
|     | |         |
| 11. | The Chamber of 32 Doors (Banks/Collins/Gabriel/Hackett/Rutherford)                                                         | 5:40    |
|     | |         |
| 12. | Lilywhite Lilith (Banks/Collins/Gabriel/Hackett/Rutherford)                                                                | 2:40    |
|     | |         |
| 13. | The Waiting Room (Banks/Collins/Gabriel/Hackett/Rutherford)                                                                | 5:28    |
|     | |         |
| 14. | Anyway (Banks/Collins/Gabriel/Hackett/Rutherford)                                                                          | 3:18    |
|     | |         |
| 15. | Here Comes the Supernatural Anaesthetist (Banks/Collins/Gabriel/Hackett/Rutherford)                                        | 2:50    |
|     | |         |
| 16. | The Lamia (Banks/Collins/Gabriel/Hackett/Rutherford)                                                                       | 6:57    |
|     | |         |
| 17. | Silent Sorrow in Empty Boats (Banks/Collins/Gabriel/Hackett/Rutherford)                                                    | 3:06    |
|     | |         |
| 18. | The Colony of Slippermen - The Arrival/A Visit to the Doktor/The Raven (Banks/Collins/Gabriel/Hackett/Rutherford)          | 8:14    |
|     | |         |
| 19. | Ravine (Banks/Collins/Gabriel/Hackett/Rutherford)                                                                          | 2:05    |
|     | |         |
| 20. | The Light Dies Down on Broadway (Banks/Collins/Gabriel/Hackett/Rutherford)                                                 | 3:32    |
|     | |         |
| 21. | Riding the Scree (Banks/Collins/Gabriel/Hackett/Rutherford)                                                                | 3:56    |
|     | |         |
| 22. | In the Rapids (Banks/Collins/Gabriel/Hackett/Rutherford)                                                                   | 2:24    |
|     | |         |
| 23. | It (Banks/Collins/Gabriel/Hackett/Rutherford)                                                                              | 4:58    |
|     | |         |
|     | | 1:35:17 |
|     | |         |

## Twórcy
- Tony Banks - instrumenty klawiszowe
- Phil Collins - perkusja, śpiew
- Peter Gabriel - śpiew, flet, instrumenty perkusyjne
- Steve Hackett - gitara
- Mike Rutherford - gitara basowa, gitara
- John Burns - producent
- Dave Hutchins - inżynier
- Hipgnosis - projekt graficzny
- George Hardie - ilustracje

Gościnnie wystąpił Brian Eno

## Nagrody i pozycja na listach
- 1975 - 41. na liście Billboard